# Uherské Hradiště
Uherské Hradiště (pronunție în cehă [ˈuɦɛrskɛː ˈɦraɟɪʃcɛ]; în germană Ungarisch Hradisch) este o comună și un oraș din regiunea Zlín din Cehia. Are aproximativ o populație de 25.000 de locuitori. Este centrul districtului cu același nume. Aglomerația urbană cu cele două orașe învecinate Staré Město și Kunovice are peste 37.000 de locuitori.
Orașul este centrul regiunii culturale Slovacia moravă. Centrul istoric al orașului este bine conservat și este protejat prin lege ca zonă de monument urban.

## Diviziuni administrative
Uherské Hradiště este format din șapte diviziuni administrative (în paranteze populația conform recensământului din 2021):
- Uherské Hradiště (12.714)
- Jarošov (2.120)
- Mařatice (6.891)
- Míkovice (814)
- Rybárny (258)
- Sady (1.609)
- Vésky (613)

## Etimologie
Numele are sensul literal de „gord maghiar”, adică „o așezare fortificată de lângă granița cu Ungaria”.

## Geografie
Uherské Hradiště se află la aproximativ 23 kilometri (14 mi) sud-vest de Zlín. Orașul formează o aglomerare urbană cu orașele învecinate Staré Město și Kunovice (împreună au peste 37.000 de locuitori). Partea de vest a teritoriului comunal se află în Valea Morava de Jos, iar partea de est în Munții Vizovice. Cel mai înalt punct se găsește la 337 metri (1.106 ft) deasupra nivelului mării.
Orașul este situat pe malul stâng al râului Morava, care formează granița de nord a teritoriului comunal.
Râul Olšava⁠(d) curge prin partea de sud a teritoriului comunal.

## Istorie

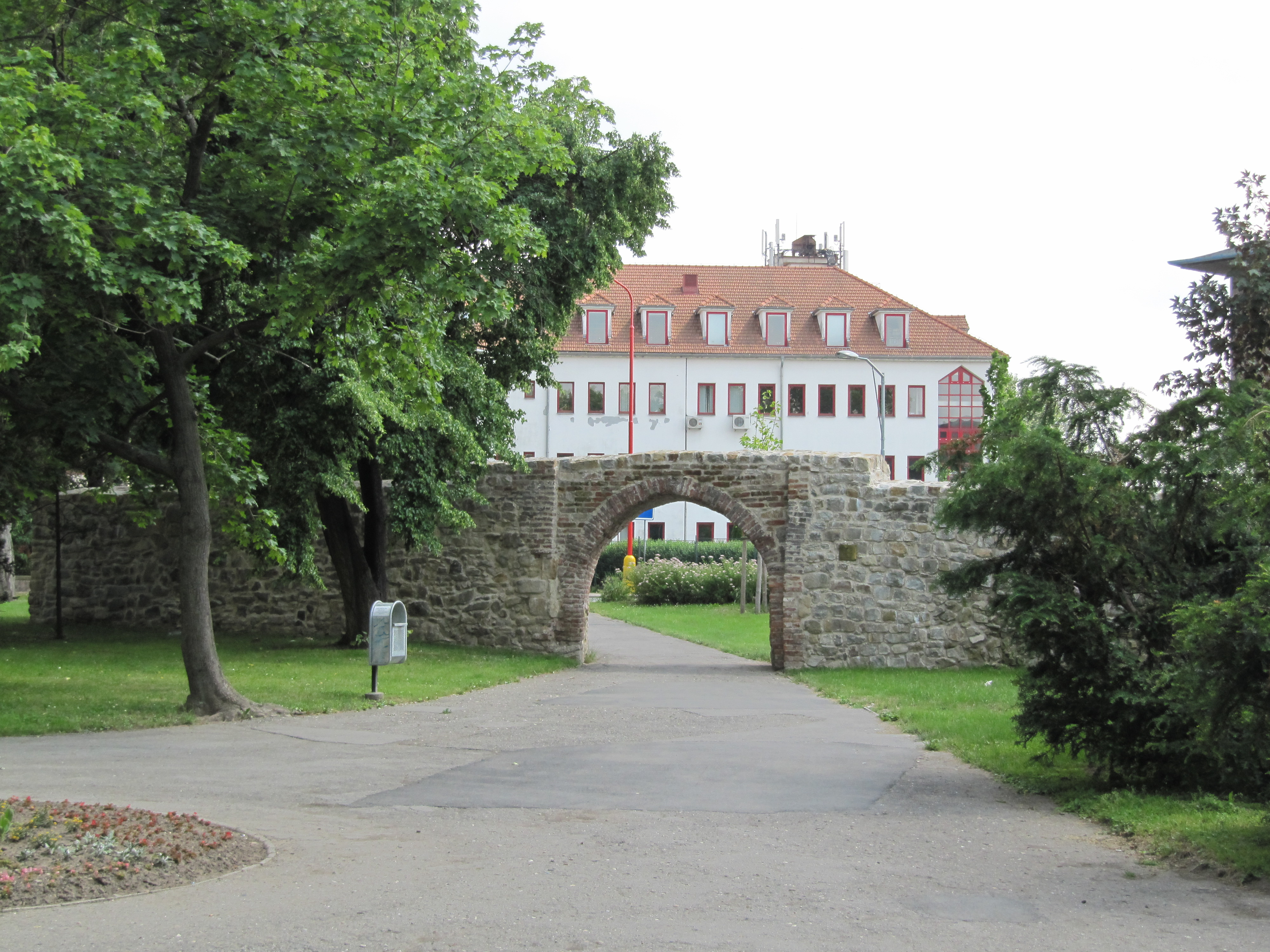
O porțiune din zidurile orașului

Un predecesor al localității Uherské Hradiště a fost un sistem de așezări și fortificații pe trei insule aflate pe râul Morava. Sistemul de apărare a fost fondat de triburi slave la începutul secolului al IX-lea. Așezarea a dispărut după căderea imperiului Moravia Mare.
Orașul a fost fondat în 1257 de regele Ottokar al II-lea pentru a proteja mănăstirea din apropiere, din Velehrad.
Inițial orașul a fost numit Nový Velehrad (cu sensul de „Noul Velehrad”) și apoi Hradiště. În 1587, numele Uherské Hradiště a fost folosit pentru prima dată.
În secolul al XIV-lea, au fost construite ziduri din piatră care au înlocuit palisadele originale din lemn. În secolele următoare, sistemul de fortificații a fost îmbunătățit continuu. Datorită locului în care se află, Uherské Hradiště a avut de-a face cu multe raiduri. Orașul a fost amenințat de cumani în secolul al XVI-lea, de ciocniri militare în timpul Războiului de Treizeci de Ani sau de invaziile turcești în timpul Războiului Austro-Turc din 1716–1718. Orașul a fost cucerit abia în 1742 de către Armata Prusacă.
Din 1644 până în 1773, ordinul iezuit a acționat în oraș. Activitatea lor a sporit viața culturală și spirituală a orașului. Ordinul a pus bazele unui complex de clădiri care a inclus colegiul iezuit, Biserica Sfântul Francisc de Xavier și școala iezuită.
În anii 1780, Uherské Hradiště a încetat să mai fie o cetate. La mijlocul secolului al XIX-lea, orașul a început să se extindă dincolo de zidurile sale originale. Numărul construcțiilor a crescut la sfârșitul secolului al XIX-lea, când au fost construite clădiri reprezentative și la începutul secolului al XX-lea, când au fost înființate companii industriale.
Uherské Hradiště a avut de suferit din cauza inundațiilor din Europa Centrală din 1997.

## Transporturi

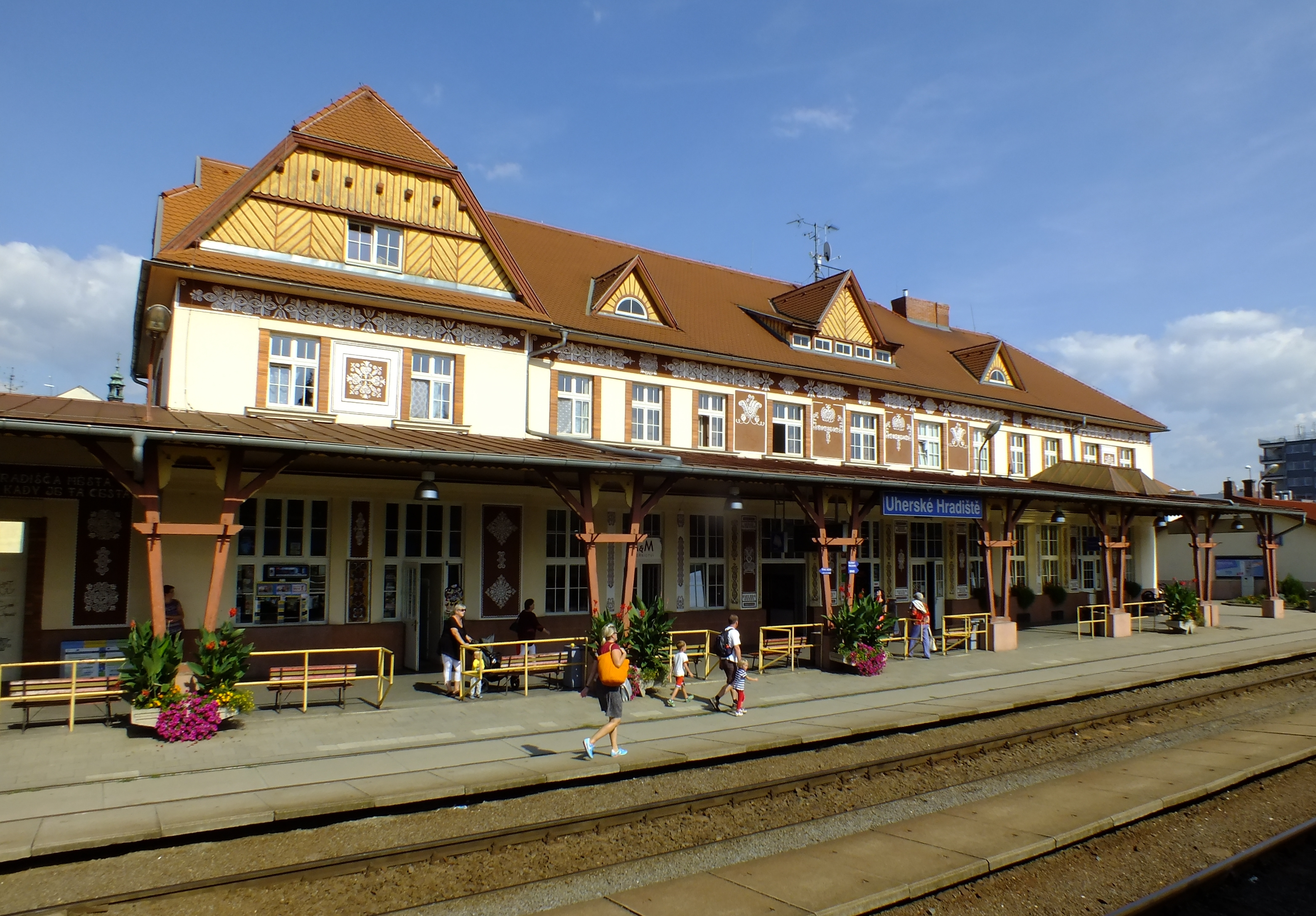
Stația CF Uherské Hradiště

Aglomerația Uherské Hradiště este deservită de 8 linii de autobuz urban (liniile 2–9), dar și de mai multe rute regionale și pe distanțe lungi.
Drumul I/55 (tronsonul de la Olomouc la Hodonín) străbate orașul. Drumul I/50 (parte a drumului european E50) de la Brno la granița ceho-slovacă în Starý Hrozenkov⁠(d) trece prin partea de sud a teritoriului comunal.
Uherské Hradiště se află pe liniile feroviare interregionale Praga – Luhačovice prin Olomouc și Brno – Staré Město. De asemenea, din oraș începe linia locală către Bylnice, care este deservită și de stația de tren Vésky.

## Cultură
Uherské Hradiště este centrul regiunii culturale Slovacia moravă, care este cunoscută pentru folclorul caracteristic, muzică, costume, tradiții și producția de vin.
Uherské Hradiště este cunoscută pentru festivalul său de film numit Școala de vară de film (în cehă: Letní filmová škola).

## Educație

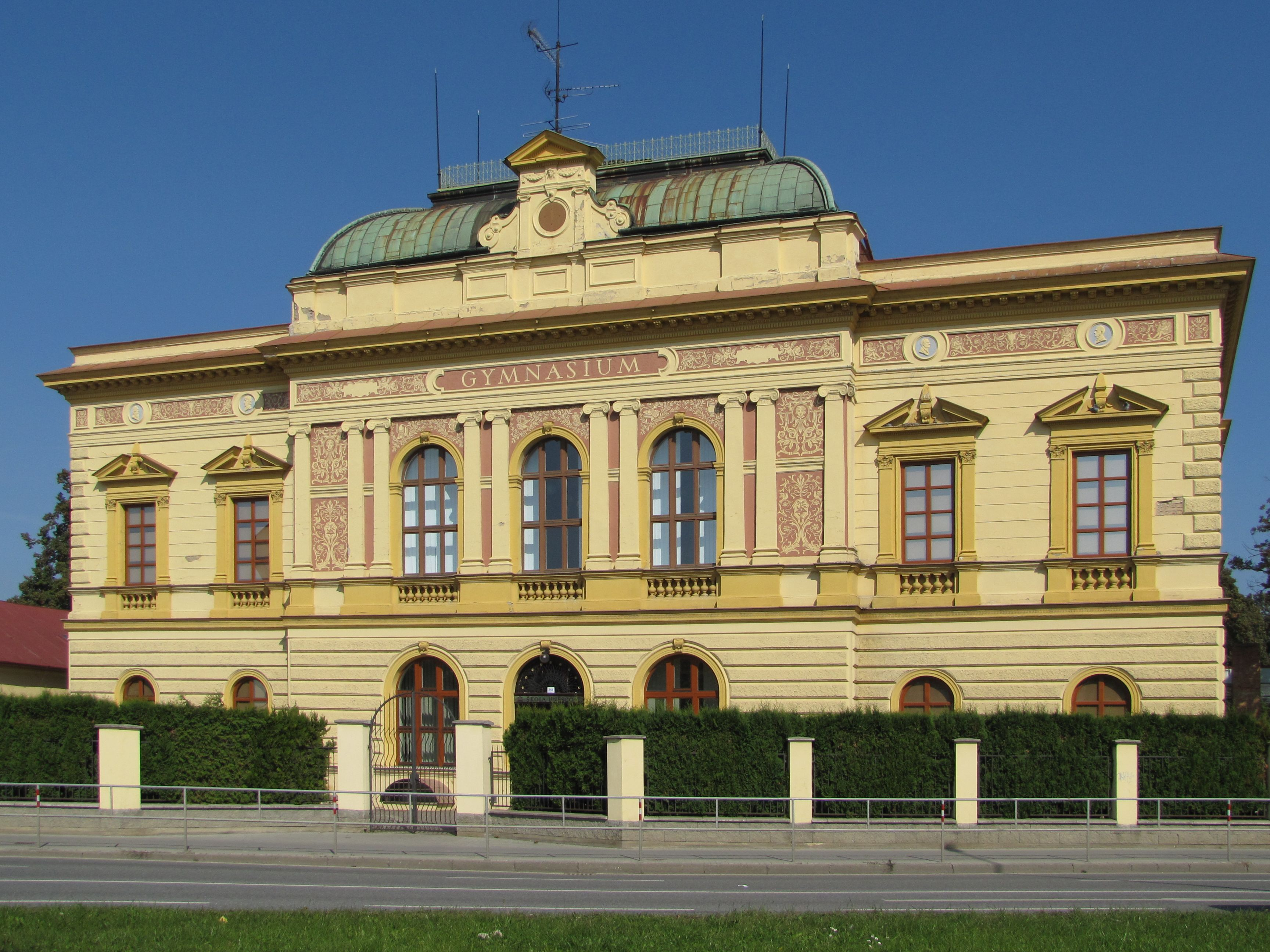
Gimnaziul Uherské Hradiště

Gimnaziul Uherské Hradiště, fondat la 16 septembrie 1884, este cea mai veche școală de limbă cehă din regiunea Slovacia moravă.

## Sport
În oraș se află un club de fotbal, 1. FC Slovácko, care joacă în Prima Ligă din Cehia pe Městský fotbalový stadion Miroslava Valenty⁠(d).
Orașul are, de asemenea, un patinoar care găzduiește HC Uherské Hradiště care joacă în A Doua Ligă din Cehia de hochei pe gheață. A fost fondată în 1930. Joacă pe teren propriu pe Stadionul de Iarnă Uherské Hradiště, cu o capacitate de 2.400 de spectatori.

## Obiective turistice

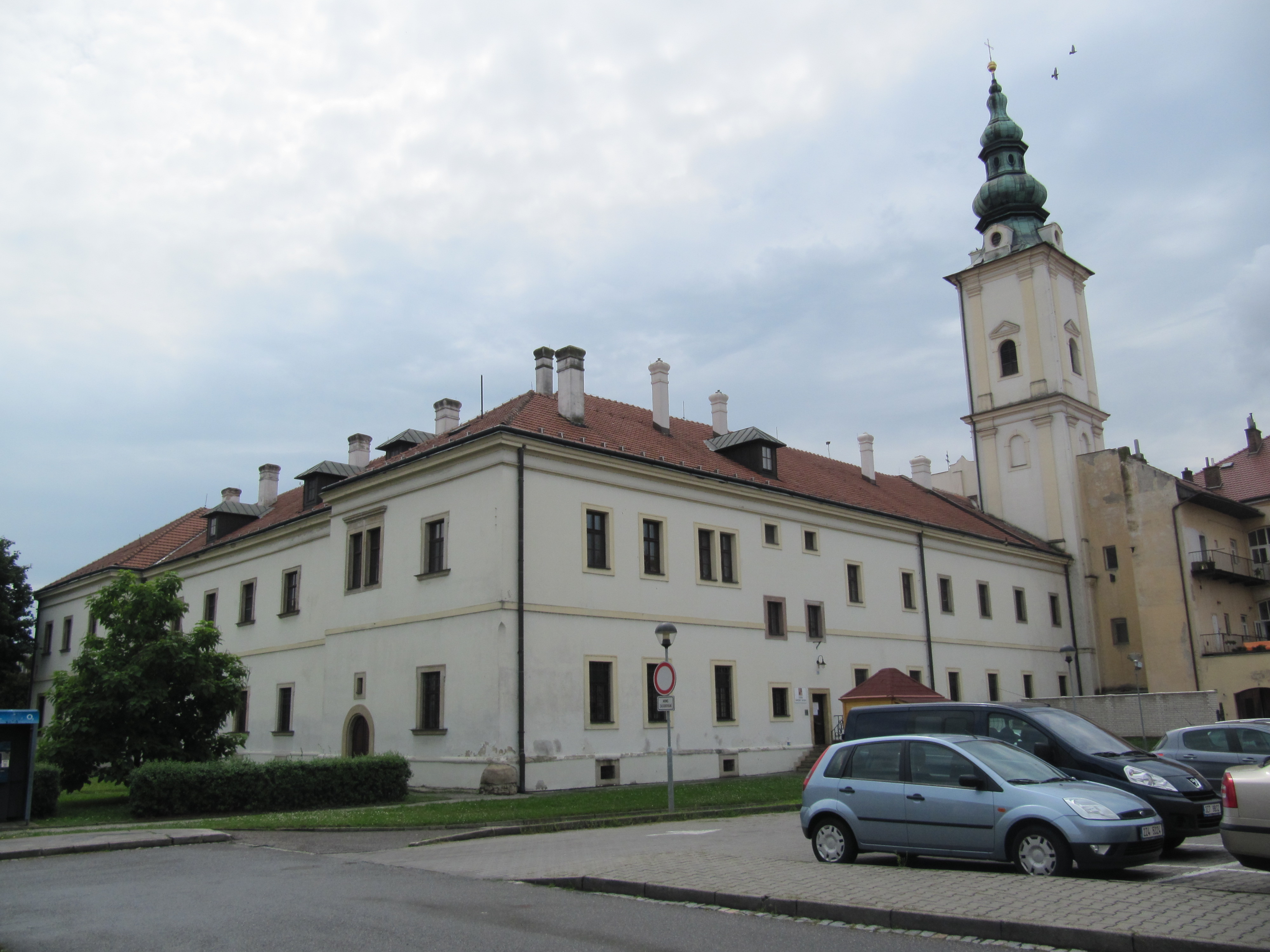
Mănăstirea franciscană și Biserica „Buna Vestire a Fecioarei Maria”

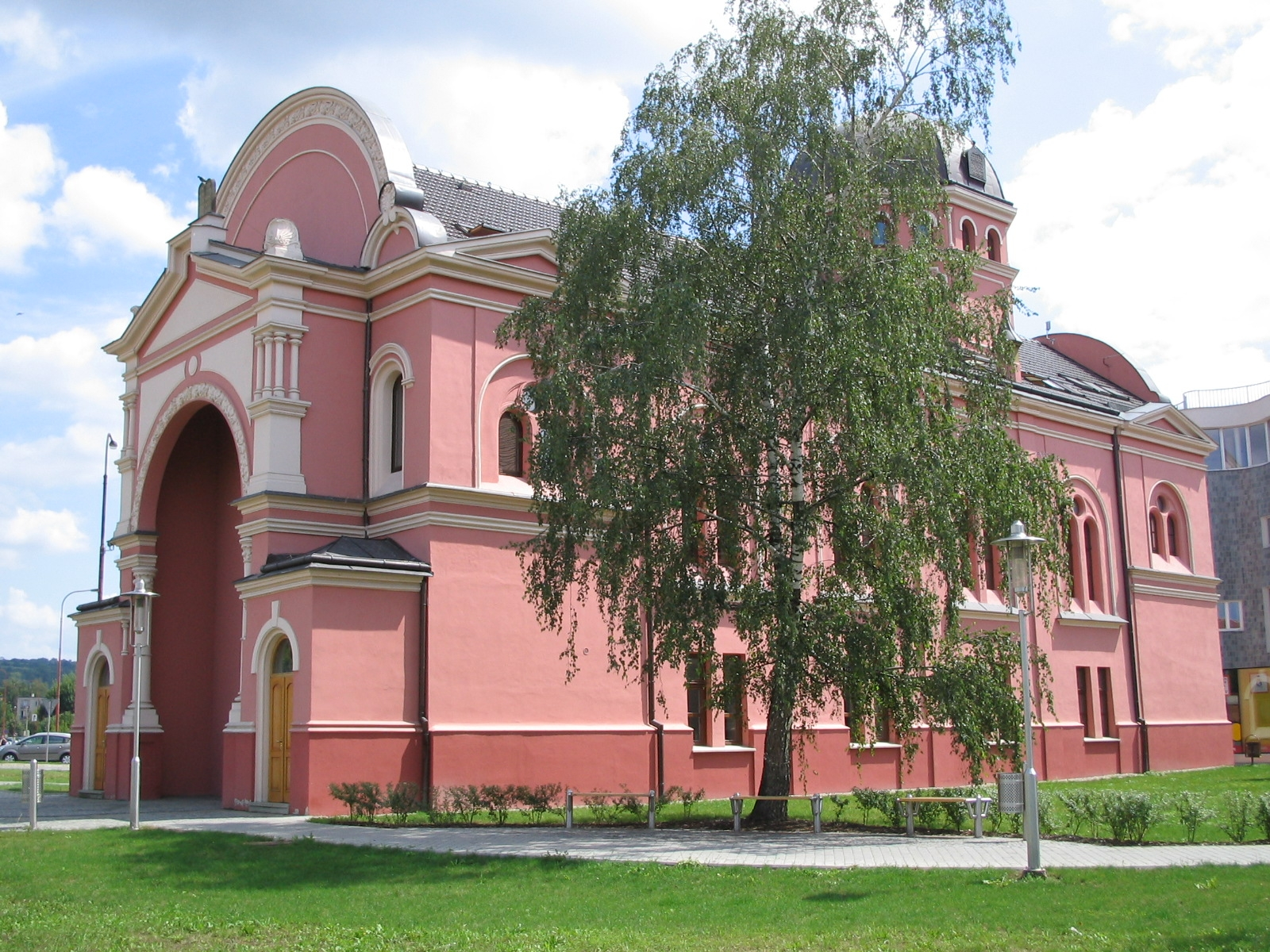
Fostă sinagogă

Partea principală a complexului iezuit baroc este Biserica Sfântul Francisc de Xavier construită în 1670-1685. Se află în PiațaMasarykovo, piața principală a orașului. Fostul colegiu iezuit alăturat, construit în 1654–1662, găzduiește astăzi centrul de informare turistică, galeria Joža Uprka⁠(d) și o expoziție despre istoria orașului.
Fosta școală iezuită construită în 1700–1737, cunoscută astăzi sub numele de Reduta, este folosită în scopuri culturale și sociale.
Fosta grădină iezuită este acum un parc orășenesc.
Mănăstirea franciscană a fost fondată în 1491. Clădirea nu a fost terminată până la începutul secolului al XVIII-lea, când a fost refăcută în stil baroc. Mănăstirea este un monument semnificativ de importanță transregională cu interioare valoroase.
Construcția bisericii alăturate, cu hramul „Buna Vestire a Fecioarei Maria”, a început și ea la începutul secolului al XVI-lea, dar a fost terminată după 1605.
Muzeul Slovaciei morave este unul dintre cele mai populare muzee etnografice din Moravia. A fost fondat în 1895. Peretele lateral al clădirii muzeului este decorat cu o alegorie în mozaic a anotimpurilor de Jano Köhler⁠(d) din 1905. Clădirea este monument cultural. Muzeul administrează și Galeria Muzeului Slovaciei morave. Galeria se află în clădirea în stil baroc a unei foste armurării din 1721–1723.
Sinagoga a fost construită în 1875. În 1904, a fost reconstruită și i-a fost adăugată fațada neoromanică. A fost incendiată în 1944 și reconstruită după cel de-al Doilea Război Mondial. În prezent, fosta sinagogă este folosită ca bibliotecă.
Stația de cale ferată Uherské Hradiště a câștigat premiul Clădirea Anului după reconstrucția sa în 2004, iar în 2011 a fost desemnată ca „cea mai frumoasă gară din Cehia”.

## Persoane notabile
- Adolf Jellinek⁠(d) (1821–1893), rabin
- Ernst Sträussler⁠(d) (1872–1959), neuropatolog
- Božena Benešová⁠(d) (1873–1936), romancier și poet
- Jindřich Prucha⁠(d) (1886–1914), pictor
- Anton Gala⁠(d) (1891–1977), medic oftalmolog slovac; a studiat aici
- Jan Antonín Baťa⁠(d) (1898–1965), om de afaceri
- Otakar Borůvka⁠(d) (1899–1995), matematician; a studiat aici
- Zdeněk Chalabala⁠(d) (1899–1962), dirijor
- Dan H. Yaalon⁠(d) (1924–2014), pedolog israelian și cercetător al solului
- Věra Suková⁠(d) (1931–1982), jucătoare de tenis
- Paul Speckmann⁠(d) (născut în 1963), cântăreț și muzician american; locuiește aici
- Petr Nečas (născut în 1964), politician și fost prim-ministru
- Ladislav Kohn⁠(d) (născut în 1975), jucător de hochei pe gheață
- Radim Bičánek⁠(d) (născut în 1975), jucător de hochei pe gheață
- Tatana Sterba⁠(d) (născută în 1976), DJ elvețian
- Michal Tabara⁠(d) (născut în 1979), jucător de tenis

## Orașe înfrățite
Localitatea Uherské Hradiště este înfrățită cu:
- Bridgwater, Anglia, UK
- Krosno, Polonia
- Mayen, Germania
- Sárvár, Ungaria
- Skalica, Slovacia